# Ignacy Zakrzewski (historyk)
Ignacy Zakrzewski, herbu Wyssogota (ur. 3 lutego 1823 w Wiśniewie, zm. 5 sierpnia 1889) – polski historyk i heraldyk. Był synem Walentego,  dziedzica wsi  Wiśniewa w Wielkopolsce oraz Tekli Gądkiewicz. Był podpułkownikem armii pruskiej (emerytowany w 1874), w latach 1882-1888 posłem do Reichstagu z Wielkopolski, a od 1887 przewodniczącym Koła Polskiego.  W 1873 został członkiem Poznańskiego Towarzystwa Przyjaciół Nauk oraz inicjatorem i wydawcą monumentalnego Kodeksu dyplomatycznego Wielkopolski a także innych dzieł. Członek Izby Deputowanych pruskiego Landtagu w Berlinie od 1882 roku.